# 马家洲集中营旧址
马家洲集中营旧址位于中国江西省吉安市泰和县马市镇仙桥村，1984年被列为泰和县文物保护单位，2019年被列为第八批全国重点文物保护单位。
抗日战争爆发后，南昌在1939年3月被日本占领，江西省政府和国民党江西省党部迁至泰和县。省主席熊式辉主持成立“江西省特种工作委员会”，下设“江西省特种工作办事处”(简称特办处)。国民党中统局专员、原中共党员冯琦以特办处名义，在泰和县马家洲乡修建了马家洲集中营，公开名称“江西省青年留训所”，用于关押政治犯，这些受刑人被称作“留训人”，行文用“江力行”代号，通信专用“泰和马家洲邮电局第6信箱”。因日军进犯，集中营于1945年1月迁至吉安县富田山区，6月又迁至永丰县潭头。1946年随江西省政府机关迁往南昌潮王洲。从1940年6月至1945年1月，马家洲集中营里前后囚禁了近500名囚犯，其中有张文彬、廖承志、吴大可、谢育才等中共高级干部。马家洲集中营旧址由一座王氏宗祠和一排三栋的“云蒸霞蔚”民房、“受天之佑”民房、“奎壁联辉”民房，以及18间其他民房和“先烈古樟”组成，总占地面积约5000平方米。“云蒸霞蔚”民房位于三栋最西边，前厅后堂，两进院落，作为重禁闭室，用于关押要犯。